# Viridivora seguyi
Viridivora seguyi är en tvåvingeart som beskrevs av Loïc Matile 1972. Viridivora seguyi ingår i släktet Viridivora och familjen svampmyggor.
Artens utbredningsområde är Centralafrikanska republiken. Inga underarter finns listade i Catalogue of Life.